# Радонич, Йован
Йован Радонич (1748–1803 гг.) — бывший губернатор Черногории.

## Биография

### Ранний период жизни
В возрасте менее чем семнадцати лет (в 1765) унаследовал губернаторство после смерти своего старшего брата Вуколая I. Некоторые пытались оспорить его права на наследование губернаторского звания. Йован в 1770 принимает возможность выбора. У губернатора был длинный "срок" в Черногории, а преемственность была избирательной. Он был губернатором в общей сложности 38 лет, до самой своей смерти, когда губернаторство унаследовал его сын, последний губернатор Черногории, Вуколай Радонич , который также был официально избран.

### Победа надМахмудом-пашой Бушатлией
Под командованием епископа Петра Цетинского и губернатора Йована Радонича была выиграна битва под Мартиничами 1796, а затем в том же году, битву при Крусах, черногорская армия одержала победу над Махмудовским войском, а самого Махмуда-пашу убили. Существует также песня "Стихи Черногорские", опубликованная в Триесте в 1803 году, которая описывает ход сражения.

### После битвы
Привезённые им незадолго до своей смерти австрийцы были расценены как шпионы пытавшиеся подкупить Черногорию. Радонича поддерживали проавстрийско настроенные люди, так как он работал на Австрийский двор. После битвы Йован попросил Австрийский двор возместить убытки, понесённые от пожара в Цетинье, устроенного Махмудом и от которого пострадал также дом Радонича. Денег Йован не получил, зато ему прислали доски.